# 乙霉威
乙霉威是一种含氮有机化合物，化学式C
14H
21NO
4，属于氨基甲酸酯类化合物，可用作杀真菌剂。